# Combattimento del Bu Msafer
Il combattimento del Bu Msafer fu un episodio della guerra italo-turca.

## Storia
Al mattino del 3 marzo 1912, forti nuclei turco-arabi attaccarono un battaglione del 35º Reggimento fanteria italiano inviato con compiti di sorveglianza nei dintorni della ridotta "Lombardia" e dislocato nei pressi della testata del Bu Msafer; dopo un breve combattimento il battaglione riuscì a scacciare gli assalitori con ripetuti assalti alla baionetta. Nella stessa mattinata, verso le 11:00, le truppe turco-arabe con forze considerevoli, stimate in circa 10 000 uomini, ripresero l'offensiva tentando di accerchiare il battaglione: il tentativo fu vanificato dal pronto accorrere dei soccorsi, provenienti da Derna, costituiti da un altro battaglione del 35º e da uno del 26º Reggimento fanteria, dal battaglione alpini "Edolo" rinforzato con elementi dei battaglioni alpini "Ivrea" e "Verona" e da una batteria da montagna.
Le forze sopraggiunte attaccando sulla sinistra riuscirono prima a respingere e poi a far retrocedere le forze rivali che si attestarono combattendo in un vallone situato nella zona dell'Uadi Msafer dove si organizzarono a difesa. Nel pomeriggio, sopraggiunto il generale Luigi Capello con il 22º Reggimento fanteria, un battaglione del 40° e il battaglione alpini "Saluzzo", fu sviluppata un'azione aggirante sulla destra delle truppe turche riuscendo a sconfiggerle e ad occupare tutte le posizioni da questo detenute. Le perdite da parte italiana furono di 8 ufficiali morti e 57 uomini di truppa i feriti 13 ufficiali e 164 soldati. La stima delle perdite da parte turca si aggira su circa 800 uomini.